# Опис Молдови
«Опис Молдови» (лат. Descriptio Moldaviae), повна назва: «Опис минулого та поточного стану Молдови» (лат. Descriptio antiqui et hodierni status Moldaviae) — праця молдовського науковця, господаря Молдови Димитрія Кантемира. Написана у 1714—1716 роках, опублікована латиною 1716 року. Містить розповідь про історію Молдовського князівства. Створена на замовлення Берлінсько-Бранденбурзької академії наук. Працю перекладено німецькою, російською, грецькою та румунською мовою.

## Створення та опис

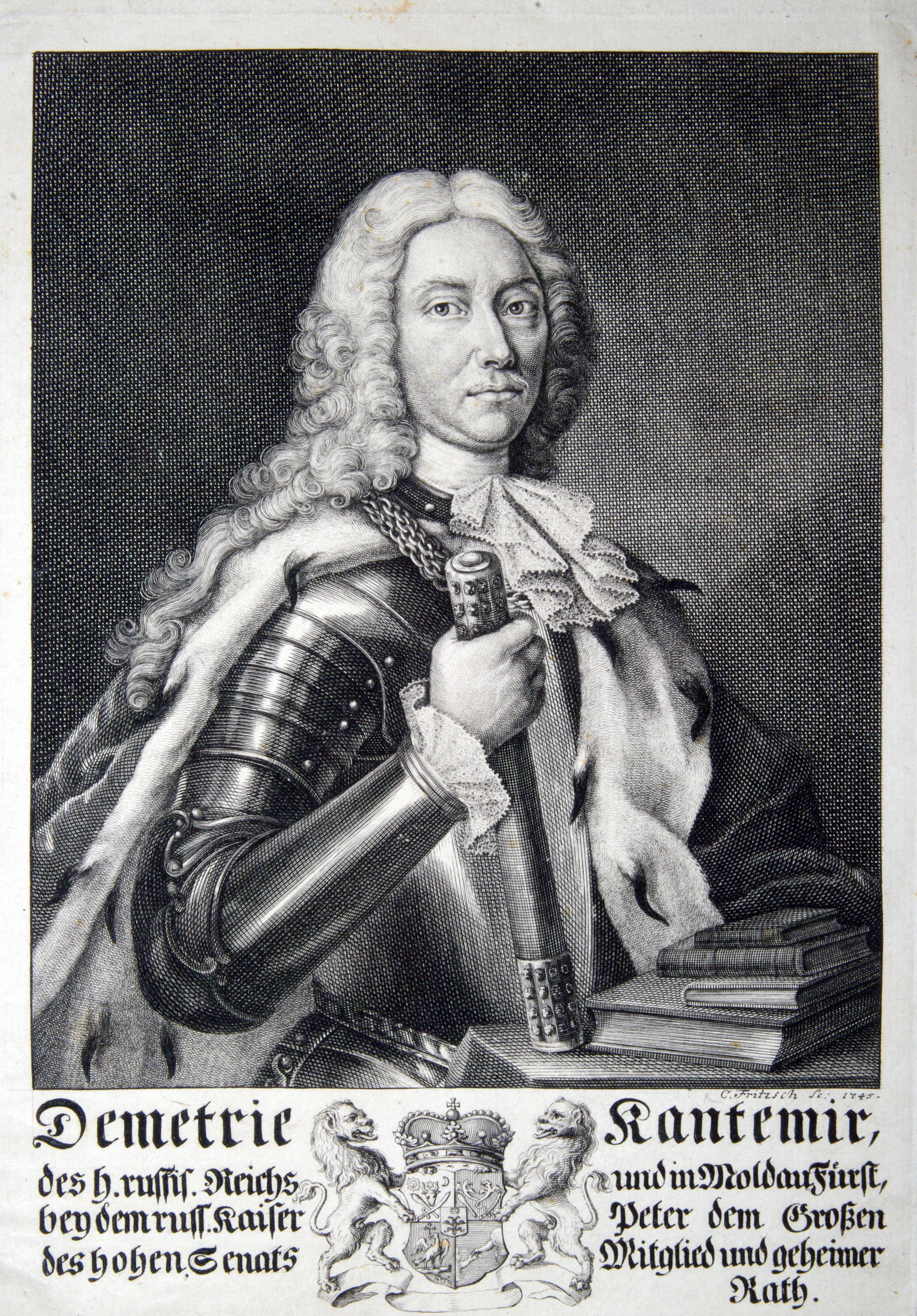
Портрет Димитрія Кантемира, вміщений у книзі «Опис Молдови»

1714 року Берлінсько-Бранденбурзька академія наук запропонувала Димитрію Кантемиру написати працю про Молдову. Він прийняв цю пропозицію і 1716 року надрукував латиномовну працю під назвою «Опис минулого та поточного стану Молдови», додавши до неї складену власноруч карту Молдови. Рукопис твору зберігається в Інституті сходознавства Російської академії наук.
Праця написана в енциклопедичному стилі та містить вичерпні описи географії, політичного, адміністративного, соціального становища Молдавського князівства.

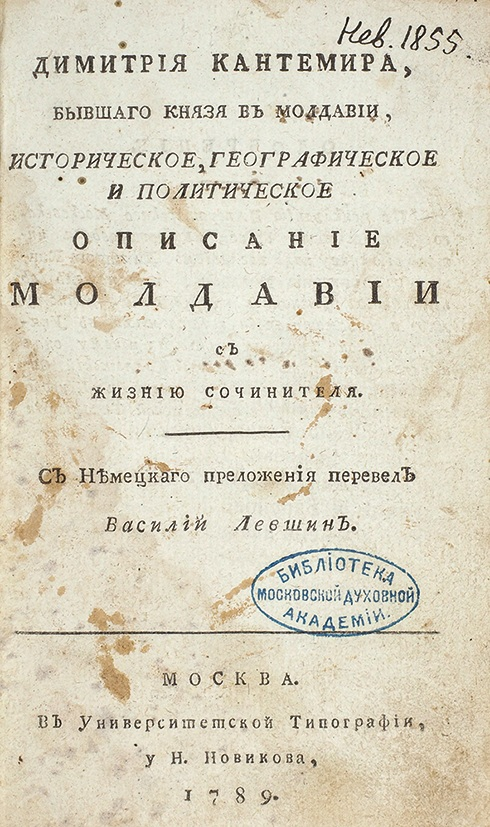
Обкладинка російськомовного видання 1789 року

1771 року книга була перекладена німецькою мовою та видана у Франкфурті та Ляйцигу. У Москві 1789 року її було опубліковано російською в перекладі Василя Льовшина під назвою: «Димитрія Кантемира, колишнього князя в Молдові, історичний, географічний і політичний опис Молдови» (рос. Димитрия Кантемира, бывшаго князя в Молдавіи, Историческое, географическое и политическое описаніе Молдавіи).

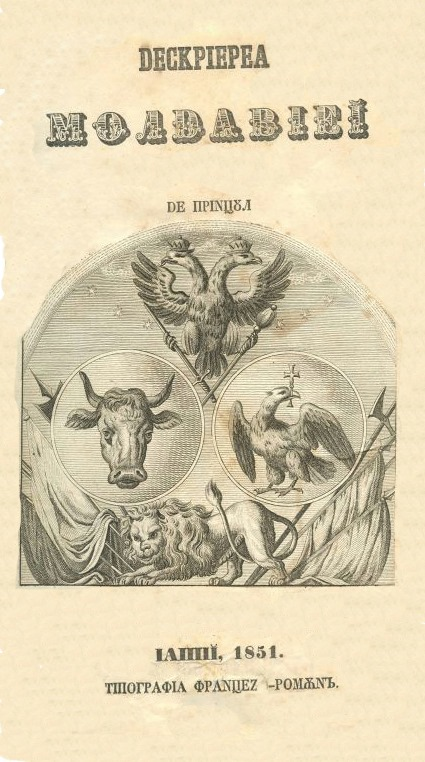
Обкладинка румунського видання 1851 року

Перший румунськомовний переклад був створений баном Василє Вирнавом 1806 року та опублікований 1825 року. 1851 року цей переклад був передрукований Константином Негруцці. 1872 року латиномовний оригінал був надрукований у Бухаресті. 1909 року новий румунський переклад з'явився в бібліотеці Socec у Бухаресті.

## Зміст
Праця складається з трьох частин:

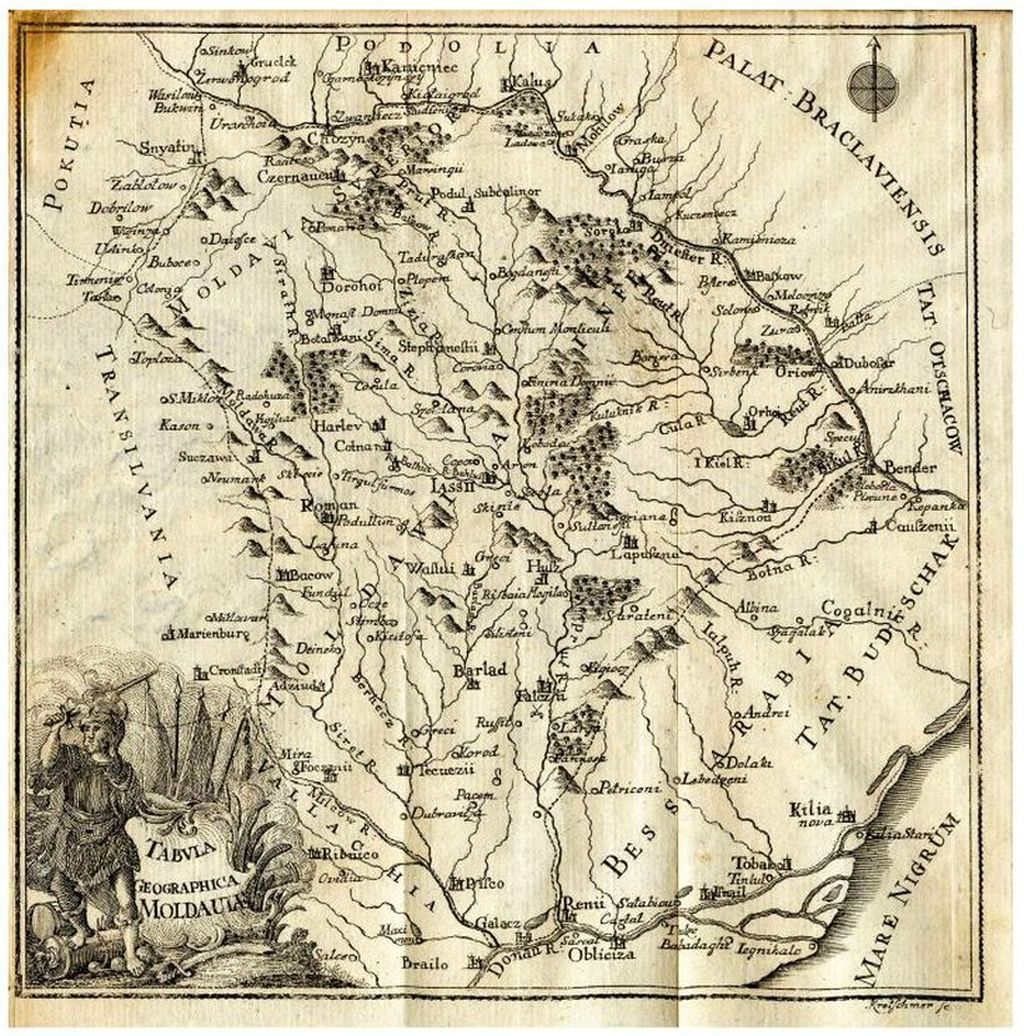
Карта Молдови, вміщена у праці

- У першій частині «Географія» (лат. Geographica) міститься опис географії Молдови, її гір, водойм, рівнин. Тут же вміщено першу відому карту Молдови.
- У другій частині «Політика» (лат. Politica) міститься докладний опис політико-адміністративного устрою Молдовського князівства. Подано детальні описи форми державного правління, обрання та усунення господарів, звичаї, пов'язані з інтронізацією господарів або їх помазанням, заручинами, весіллями, похоронами.
- У третій частині «Про церкву та науку Молдови» (лат. De statu ecclesiastico et litterario Moldaviae) міститься інформація про мову молдован, про вживані слова, які, за його словами, спочатку були латинськими, «за прикладом усіх інших народів, мова яких походить від римлян»[3].

Деякі помилкові твердження Димитрія Кантемира із цієї праці були пізніше виправлені у його наступній праці «Хроніка давнини румуно-молдо-валахів».

### Перша частина
Перша частина праці містить опис адміністративного поділу Молдавського князівства із важливими адміністративними та економічними деталями, а також опис гір, водойм, рельєфу, лісів, — таким чином, розглянуто економічну та фізичну географію країни. Характерною рисою твору є поетичне бачення Кантемиром старої Молдови:
|                                                      | Ні в одній іншій країні, крім Молдови, немає стільки вод і природи, прикрашеної такими чудовими місцями, як тут [...] У воді кипить риба, яку воїни ловлять своїми списами, несучи їх живими до князівського столу. В Інеу вівці пасуться в каламутній траві, жирній, як масло. Ґрунт гризе кипіння корисних копалин [...] Золото тече ріками, залізо залежується великими шматками на поверхні землі... |
| — Розділ IV «Про нинішні землі та ярмарки в Молдові» | |

|   | Яська земля. Ось місто Ясси біля річки Бахлуй, чотири милі над її гирлом у Пруті. Тут знаходиться столиця країни, яку Стефан Воєвода переніс із Сучави, щоб краще захистити свою країну від оточення та навали турків і татар. Раніше це було посереднє село, в якому осіло лише три-чотири селяни, а також був млин зі старим мірошником, на ім'я Іон, за яким Ясси називали зменшувально. Люд хотів зберегти ім'я цього чоловіка в створеному ним місті, в якому він спочатку збудував церкву, а тепер собор, присвячений святителю Миколаю, а потім інші палаци для нього та його бояр. |
| — | |

### Друга частина
Перші розділи другої частини присвячені описові уряду Молдавського князівства. У них містяться відомості про церемонію інтронізації господарів (князів) та усунення їх від влади, а також офіційних актів, невідомих з інших джерел. Розділ VI «Про бояр Молдови та їхні володіння» містить інформацію про бояр та їхні чини і звання станом на період написання праці. Димитрій Кантемир повідомляє, що ці чини були встановлені господарем Олександром I Добрим, що насправді не відповідає дійсності, оскільки вони з'явилися ще до його правління. У Розділі VII «Про військо Молдови» Кантемир описує молдовську армію, яку він бачив під час московсько-турецької війни та Прутського походу 1711 року зокрема. Розділ XI «Про провінційні закони Молдови» і XII «Про суд господаря і бояр» описують старий внутрішній устрій феодальної Молдови. У XIII розділі «Про колишні і теперішні доходи Молдови» відображено обставини, за яких доходи держави починають відрізнятися від господарських.
Розділ XV «Про молдавську шляхту» викликав розлогу дискусію в румунській історіографії. Теорія Кантемира про походження молдавського боярського класу на чолі із «засновником» Драгошем I, якими він і наступні володарі нібито володіли в молдавських селах, спустошених татарськими набігами, не є точною. Країна ніколи не була безлюдною, майже вся територія була заселена. Про деякі регіони, як-от Вранча, міста Бая, Серет тощо, існують документальні підтвердження, датовані до прибуття Драгоша з Мармарощини.

### Третя частина
Третя частина містить відомості про церкву, літературу, науку, мову, освіту Молдови, а також інформацію про давній церковний устрій країни.

## Значення
Праця Димитрія Кантемира була першим румунським дослідженням, до якого додано інформацію про румунські (молдовські) етнографію та фольклор.
Для істориків «Опис Молдови» є найціннішим твором Димитрія Кантемира, оскільки це перший твір про молдовське суспільство та державу, створений румуном.